# Canton du Sud-Gironde
Le canton du Sud-Gironde est une circonscription électorale française du département de la Gironde.

## Histoire
Un nouveau découpage territorial de la Gironde entre en vigueur à l'occasion des premières élections départementales suivant le décret du 20 février 2014. Les conseillers départementaux sont, à compter de ces élections, élus au scrutin majoritaire binominal mixte. Les électeurs de chaque canton élisent au Conseil départemental, nouvelle appellation du Conseil général, deux membres de sexe différent, qui se présentent en binôme de candidats. Les conseillers départementaux sont élus pour six ans au scrutin binominal majoritaire à deux tours, l'accès au second tour nécessitant 12,5 % des inscrits au 1er tour. En outre la totalité des conseillers départementaux est renouvelée. Ce nouveau mode de scrutin nécessite un redécoupage des cantons dont le nombre est divisé par deux avec arrondi à l'unité impaire supérieure si ce nombre n'est pas entier impair, assorti de conditions de seuils minimaux. Dans la Gironde, le nombre de cantons passe ainsi de 63 à 33.
Le canton du Sud-Gironde est formé de communes des anciens cantons de Bazas (treize communes), de Langon (treize communes), de Villandraut (huit communes), de Captieux (six communes) et de Grignols (dix communes). Il est entièrement inclus dans l'arrondissement de Langon. Le bureau centralisateur est situé à Langon.
Par arrêté préfectoral du 1er août 2016, les communes de Castets-en-Dorthe et de Castillon-de-Castets, fusionnent le 1er janvier 2017 pour former la commune nouvelle de Castets et Castillon. Cependant, cette commune nouvelle est partagée entre les cantons du Sud-Gironde et du Réolais et des Bastides en raison de l'appartenance de la commune déléguée de Castillon-de-Castets à ce dernier. Le décret du 7 novembre 2019 entraîne le rattachement complet du territoire de la commune nouvelle de Castets et Castillon au canton du Sud-Gironde.

## Représentation
| Période élective | Période élective | Mandat | Mandat   | Identité         | Nuance | Nuance | Qualité |
| ---------------- | ---------------- | ------ | -------- | ---------------- | ------ | ------ | --- |
| 2015             | 2021             | 2015   | 2021     | Isabelle Dexpert |        | PS     | maire de Pompéjac (2001-2020), puis de Bazas (2020-), ancienne conseillère générale du canton de Villandraut Vice-présidente chargée de la Jeunesse, culture, sport et vie associative |
| 2015             | 2021             | 2015   | 2021     | Jean-Luc Gleyze  |        | PS     | Attaché administratif Ancien conseiller général du Canton de Captieux Président du conseil départemental, conseiller municipal de Captieux                                             |
| 2021             | 2028             | 2021   | en cours | Isabelle Dexpert |        | PS     | Maire de Bazas, 3ème Vice-Présidente (politiques éducatives, collèges) |
| 2021             | 2028             | 2021   | en cours | Jean-Luc Gleyze  |        | PS     | Conseiller sortant, Président du conseil départemental |

### Résultats détaillés

#### Élections de mars 2015
À l'issue du 1er tour des élections départementales de 2015, deux binômes sont en ballotage : Isabelle Dexpert et Jean-Luc Gleyze (PS, 35,26 %) et Jean-Pierre Baille et Marie-Angélique Latournerie (Union de la Droite, 24,8 %). Le taux de participation est de 58,8 % (16 232 votants sur 27 606 inscrits) contre 50,54 % au niveau départemental et 50,17 % au niveau national.
Au second tour, Isabelle Dexpert et Jean-Luc Gleyze (PS) sont élus avec 60,1 % des suffrages exprimés et un taux de participation de 56,43 % (8 417 voix pour 15 577 votants et 27 606 inscrits).

#### Élections de juin 2021
Le premier tour des élections départementales de 2021 est marqué par un très faible taux de participation (33,26 % au niveau national). Dans le canton du Sud-Gironde, ce taux de participation est de 41,9 % (12 307 votants sur 29 374 inscrits) contre 33,41 % au niveau départemental. À l'issue de ce premier tour,  le binôme constitué de Isabelle Dexpert et Jean-Luc Gleyze (PS, 69,19 %), est élu avec 69,19 % des suffrages exprimés.

## Composition
Le canton du Sud-Gironde comprenait cinquante communes entières à sa création.
À la suite de la création de la commune nouvelle Castets et Castillon le 1er janvier 2017 et du décret du 7 novembre 2019 rattachant entièrement cette dernière au canton, le nombre de communes reste à 50.
| Nom                            | Code Insee | Intercommunalité  | Superficie (km2) | Population (dernière pop. légale) | Densité (hab./km2) | Modifier                                    |
| ------------------------------ | ---------- | ----------------- | ---------------- | --------------------------------- | ------------------ | ------------------------------------------- |
| Langon (bureau centralisateur) | 33227      | CC du Sud Gironde | 13,71            | 7 523 (2022)                      | 549                | modifier les données · modifier les données |
| Aubiac                         | 33017      | CC du Bazadais    | 5,62             | 301 (2022)                        | 54                 | modifier les données · modifier les données |
| Bazas                          | 33036      | CC du Bazadais    | 37,29            | 4 819 (2022)                      | 129                | modifier les données · modifier les données |
| Bernos-Beaulac                 | 33046      | CC du Bazadais    | 36,80            | 1 134 (2022)                      | 31                 | modifier les données · modifier les données |
| Bieujac                        | 33050      | CC du Sud Gironde | 6,97             | 670 (2022)                        | 96                 | modifier les données · modifier les données |
| Birac                          | 33053      | CC du Bazadais    | 10,17            | 236 (2022)                        | 23                 | modifier les données · modifier les données |
| Bommes                         | 33060      | CC du Sud Gironde | 5,80             | 450 (2022)                        | 78                 | modifier les données · modifier les données |
| Bourideys                      | 33068      | CC du Sud Gironde | 48,44            | 100 (2022)                        | 2,1                | modifier les données · modifier les données |
| Captieux                       | 33095      | CC du Bazadais    | 119,33           | 1 382 (2022)                      | 12                 | modifier les données · modifier les données |
| Castets et Castillon           | 33106      | CC du Sud Gironde | 13,16            | 1 539 (2022)                      | 117                | modifier les données · modifier les données |
| Cauvignac                      | 33113      | CC du Bazadais    | 5,51             | 144 (2022)                        | 26                 | modifier les données · modifier les données |
| Cazalis                        | 33115      | CC du Sud Gironde | 46,81            | 255 (2022)                        | 5,4                | modifier les données · modifier les données |
| Cazats                         | 33116      | CC du Bazadais    | 7,48             | 402 (2022)                        | 54                 | modifier les données · modifier les données |
| Cours-les-Bains                | 33137      | CC du Bazadais    | 10,43            | 224 (2022)                        | 21                 | modifier les données · modifier les données |
| Cudos                          | 33144      | CC du Bazadais    | 34,21            | 790 (2022)                        | 23                 | modifier les données · modifier les données |
| Escaudes                       | 33155      | CC du Bazadais    | 25,77            | 167 (2022)                        | 6,5                | modifier les données · modifier les données |
| Fargues                        | 33164      | CC du Sud Gironde | 15,41            | 1 634 (2022)                      | 106                | modifier les données · modifier les données |
| Gajac                          | 33178      | CC du Bazadais    | 12,28            | 370 (2022)                        | 30                 | modifier les données · modifier les données |
| Gans                           | 33180      | CC du Bazadais    | 7,01             | 202 (2022)                        | 29                 | modifier les données · modifier les données |
| Giscos                         | 33188      | CC du Bazadais    | 32,06            | 184 (2022)                        | 5,7                | modifier les données · modifier les données |
| Goualade                       | 33190      | CC du Bazadais    | 17,00            | 107 (2022)                        | 6,3                | modifier les données · modifier les données |
| Grignols                       | 33195      | CC du Bazadais    | 22,70            | 1 209 (2022)                      | 53                 | modifier les données · modifier les données |
| Labescau                       | 33212      | CC du Bazadais    | 5,99             | 134 (2022)                        | 22                 | modifier les données · modifier les données |
| Lartigue                       | 33232      | CC du Bazadais    | 13,64            | 41 (2022)                         | 3,0                | modifier les données · modifier les données |
| Lavazan                        | 33235      | CC du Bazadais    | 8,97             | 229 (2022)                        | 26                 | modifier les données · modifier les données |
| Léogeats                       | 33237      | CC du Sud Gironde | 19,61            | 880 (2022)                        | 45                 | modifier les données · modifier les données |
| Lerm-et-Musset                 | 33239      | CC du Bazadais    | 36,87            | 491 (2022)                        | 13                 | modifier les données · modifier les données |
| Lignan-de-Bazas                | 33244      | CC du Bazadais    | 11,10            | 403 (2022)                        | 36                 | modifier les données · modifier les données |
| Lucmau                         | 33255      | CC du Sud Gironde | 66,73            | 244 (2022)                        | 3,7                | modifier les données · modifier les données |
| Marimbault                     | 33270      | CC du Bazadais    | 6,71             | 191 (2022)                        | 28                 | modifier les données · modifier les données |
| Marions                        | 33271      | CC du Bazadais    | 16,32            | 211 (2022)                        | 13                 | modifier les données · modifier les données |
| Masseilles                     | 33276      | CC du Bazadais    | 6,72             | 137 (2022)                        | 20                 | modifier les données · modifier les données |
| Mazères                        | 33279      | CC du Sud Gironde | 13,14            | 781 (2022)                        | 59                 | modifier les données · modifier les données |
| Le Nizan                       | 33305      | CC du Bazadais    | 15,21            | 506 (2022)                        | 33                 | modifier les données · modifier les données |
| Noaillan                       | 33307      | CC du Sud Gironde | 31,80            | 1 698 (2022)                      | 53                 | modifier les données · modifier les données |
| Pompéjac                       | 33329      | CC du Sud Gironde | 9,74             | 275 (2022)                        | 28                 | modifier les données · modifier les données |
| Préchac                        | 33336      | CC du Sud Gironde | 63,87            | 1 059 (2022)                      | 17                 | modifier les données · modifier les données |
| Roaillan                       | 33357      | CC du Sud Gironde | 11,48            | 1 793 (2022)                      | 156                | modifier les données · modifier les données |
| Saint-Côme                     | 33391      | CC du Bazadais    | 5,96             | 326 (2022)                        | 55                 | modifier les données · modifier les données |
| Saint-Loubert                  | 33432      | CC du Sud Gironde | 2,11             | 230 (2022)                        | 109                | modifier les données · modifier les données |
| Saint-Michel-de-Castelnau      | 33450      | CC du Bazadais    | 42,61            | 249 (2022)                        | 5,8                | modifier les données · modifier les données |
| Saint-Pardon-de-Conques        | 33457      | CC du Sud Gironde | 6,68             | 639 (2022)                        | 96                 | modifier les données · modifier les données |
| Saint-Pierre-de-Mons           | 33465      | CC du Sud Gironde | 9,27             | 1 218 (2022)                      | 131                | modifier les données · modifier les données |
| Sauternes                      | 33504      | CC du Sud Gironde | 11,32            | 816 (2022)                        | 72                 | modifier les données · modifier les données |
| Sauviac                        | 33507      | CC du Bazadais    | 11,15            | 330 (2022)                        | 30                 | modifier les données · modifier les données |
| Sendets                        | 33511      | CC du Bazadais    | 8,36             | 347 (2022)                        | 42                 | modifier les données · modifier les données |
| Sillas                         | 33513      | CC du Bazadais    | 7,63             | 119 (2022)                        | 16                 | modifier les données · modifier les données |
| Toulenne                       | 33533      | CC du Sud Gironde | 6,58             | 2 860 (2022)                      | 435                | modifier les données · modifier les données |
| Uzeste                         | 33537      | CC du Sud Gironde | 26,05            | 467 (2022)                        | 18                 | modifier les données · modifier les données |
| Villandraut                    | 33547      | CC du Sud Gironde | 12,58            | 1 140 (2022)                      | 91                 | modifier les données · modifier les données |
| Canton du Sud-Gironde          | 3329       |                   | 1 022,16         | 41 656 (2022)                     | 41                 | modifier les données                        |

## Démographie
En 2022, le canton comptait 41 656 habitants, en évolution de +4,63 % par rapport à 2016 (Gironde : +6,91 %, France hors Mayotte : +2,11 %).
| 2013   | 2018   | 2022   |
| ------ | ------ | ------ |
| 39 237 | 40 657 | 41 656 |